# (10368) Kozuki
(10368) Kozuki (1995 CM1) – planetoida z pasa głównego asteroid okrążająca Słońce w ciągu 3,7 lat w średniej odległości 2,39 j.a. Odkryta 7 lutego 1995 roku.